# Ӷ
Ӷ, ӷ – litera rozszerzonej cyrylicy używana w języku abchaskim, jupik, ketyjskim i niwchijskim, powstała w wyniku dodania do litery Г znaku zwanego wydłużeniem dolnym (ang. descender). Nazwa w Unikodzie brzmi „Ghe with descender”.
W zależności od języka oznacza dźwięk [ɣ] (spółgłoskę szczelinową miękkopodniebienną dźwięczną) lub [ɢ] (spółgłoskę zwartą języczkową dźwięczną).

## Wykorzystanie
| Alfabet                  | MAF |       |
| ------------------------ | --- | ----- |
| abchaski                 | [ɣ] |       |
| ketyjski                 | [ɢ] | [ 3 ] |
| niwchijski               | [ɢ] | [ 4 ] |
| yupik środkowosyberyjski | [ɢ] |       |

## Kodowanie
| Znak                   | Ӷ                                          | Ӷ                                          | ӷ                                        | ӷ                                        |
| ---------------------- | ------------------------------------------ | ------------------------------------------ | ---------------------------------------- | ---------------------------------------- |
| Nazwa w Unikodzie      | CYRILLIC CAPITAL LETTER GHE WITH DESCENDER | CYRILLIC CAPITAL LETTER GHE WITH DESCENDER | CYRILLIC SMALL LETTER GHE WITH DESCENDER | CYRILLIC SMALL LETTER GHE WITH DESCENDER |
| Kodowanie              | dziesiątkowo                               | szesnastkowo                               | dziesiątkowo                             | szesnastkowo                             |
| Unicode                | 1270                                       | U+04F6                                     | 1271                                     | U+04F7                                   |
| UTF-8                  | 211 182                                    | d3 b6                                      | 211 183                                  | d3 b7                                    |
| Odwołania znakowe SGML | &#1270;                                    | &#x04F6;                                   | &#1271;                                  | &#x04F7;                                 |